# هيلين الثعلبة الصغيرة
هيلين الثعلبة الصغيرة (باليابانية: 子ぎつねヘレン) هو فيلم عائلي ياباني صدر عام 2006 من إخراج كيتا كونو يتحدث عن طفل يدعى تايشي أوغاوارا كان حزينا بسبب رحيل عائلته من القرية فيرحل بمفرده فيلتقي أثناء ذهابه بثعلبة سماها هيلين وهنا تبدأ القصة، وقد تم في وقت لاحق ترجمتها على يد شركة مركز الزهرة وعرضت على سبيس باور كاملة.

## روابط خارجية
- هيلين الثعلبة الصغيرة على موقع IMDb (الإنجليزية)
- هيلين الثعلبة الصغيرة على موقع Turner Classic Movies (الإنجليزية)
- هيلين الثعلبة الصغيرة على موقع أول موفي (الإنجليزية)
- هيلين الثعلبة الصغيرة على موقع قاعدة بيانات الفيلم (الإنجليزية)
- هيلين الثعلبة الصغيرة على موقع ليتربوكسد (الإنجليزية)
- هيلين الثعلبة الصغيرة على موقع كينوبويسك (الروسية)
- Helen the Baby Fox  في قاعدة بيانات الأفلام على الإنترنت (بالإنجليزية)
- Helen the baby fox at Love HK Film